# Carfi
Carfi ou Karfi (em grego: Καρφί) é um sítio arqueológico minoico localizado no alto dos montes Dícti. Em Carfi, os minoicos possuíam uma vista do mar de Creta, do vale de Pediada e do planalto de Lasíti e Heraclião, onde hoje os achados de Carfi estão em exibição no Museu Arqueológico (Sala 11). Hutchinson sugere que o sítio foi ocupado entre 1 050 e 950 a.C. Tinha aproximadamente 3 500 habitantes que viviam com base na criação de rebanhos, na caça e no plantio de azeitonas.
Quando os dóricos chegaram em Creta do Peloponeso em 1 100 a.C., reconstruções arqueológicas sugerem que eles teriam encontrado os minoicos vivendo juntamente com os micênicos, como uma subclasse. Sem dúvida, a língua minoica continuou a ser falada entre os camponeses, embora inscrições, agora em Linear B , estavam todas em uma forma de grego associado a uma classe micênica superior. Os dóricos parecem ter estimulado a migração da população local para as montanhas; as últimas cidades minoicas estão em lugares cada vez menos acessíveis, sendo Carfi um dos últimos refúgios minoicos, no alto dos montes Dícti, embora o intervalo de datas do sítio é amplo.
O pico de Carfi foi originalmente um santuário de pico, ocupando um típico sítio em um ombro elevado com um amplo "panorama" que o conectava com linhas de visão com outros sítios, uma rede tipicamente desenvolvida no Minoano Médio IB-II em diante, mas abandonada, provavelmente com o aumento da centralização religiosa, no Minoano Médio IIIA. Os sítios rochosos dos últimos minoicos são dominados por afloramentos de pedras bifurcadas que são inegavelmente como os esculpidos e moldados altares de chifres de pedra conhecidos em Creta e em Chipre. Várias figuras votivas de terracota foram encontradas no sítio, incluindo representações de deusas que muito se assemelham as representações da deusa das serpentes, no entanto, tais figuras encontradas em Carfi possuem pés mais elaborados que foram possivelmente projetados separadamente e depois anexados. Além disso, foram encontrados pesos de tear em cerâmica e vasos em miniatura.

## Arqueologia
John Pendlebury e a Escola Britânica de Atenas extensamente escavaram as ruínas de Carfi entre 1937 e 1939. Há cerca de 150 casas térreas retangulares adjacentes ligadas por ruas pavimentadas, um edifício central conhecido como "Casa Grande" (possivelmente lar do governante de Carfi) e um santuário ao norte do assentamento. Não possuía muros, no entanto, está localizado em uma região íngreme naturalmente defensável. Nas redondezas do sítio foram identificados dois cemitérios com tolos.